# Stijn Verbeeck
Augustinus Wilhelmus Aloysius Josephus (Stijn) Verbeeck (Oploo bij Sint Anthonis, 4 februari 1931 - Den Haag, 1 maart 2014) was een Nederlands schrijver en animator.

## Levensloop
Stijn was een zoon van Jos Verbeeck (Niel bij Antwerpen, 1894 – Sint Anthonis, 1953), die in 1914 naar Nederland was gevlucht, er zijn studies geneeskunde voltooide en trouwde met Maria Spoorenberg (1897-1978). Het echtpaar vestigde zich in Sint Anthonis, waar hij een levenslange artsenpraktijk uitbouwde, in een woning waar hij de "Vlaamse" naam De Blauwvoet aan gaf. Ze kregen negen zoons en drie dochters. Stijn was de zevende in de rij.
Hij liep school bij de franciscanen in Venray en in Heerlen, waar hij zich als grapjas en gangmaker ontpopte, wat niet altijd gunstig werd onthaald. Hij werd dan ook, voor de laatste jaren middelbaar onderwijs (1949-1952), naar het Sint-Jozefscollege in Aalst (België) gestuurd, waar hij zich thuis voelde, nadat onder de invloed van pater Marcel Schurmans s.j. zijn intellect, creativiteit en schrijfkunst opbloeiden. Hij was er gangmaker van het collegeblad, hoofdrolspeler in het jaarlijks schooltoneel en initiatiefnemer voor een album gewijd aan zijn retoricajaar. 
In 1953 overleed plots zijn vader, wat traumatisch was voor het hele gezin en in het bijzonder voor Stijn. Hij schreef zich in aan de Katholieke Universiteit Nijmegen om er geschiedenis te studeren. In 1954 ontmoette hij er Lieke Bronzwaer, een medestudente, met wie hij in 1958 trouwde. In 1955 trof een brand de Blauwvoet in Sint Anthonis. Moeder en het nog thuiswonende deel van het gezin verhuisden naar Nijmegen en Stijn besloot als kostwinner zijn studies stil te leggen en bedrijfsleider te worden in een handel in bouwmaterialen. Vervolgens werkte hij op de advertentieafdeling van een uitgeverij van regionale dagbladen. Later werd hij tekstschrijver bij een reclamebureau en daarna redacteur bij de uitgeverij Paul Brand in Hilversum.
Het echtpaar kreeg vier kinderen en ging in 1960 in Utrecht wonen. Ze werden buren van het echtpaar Jan Terlouw. Beroepshalve werd Stijn zelfstandig tekstschrijver en werkte voor bedrijven, uitgeverijen, artsenkranten, en de Stichting Jeugd en Samenleving. Daarnaast zette hij zich in voor tal van maatschappelijke organisaties zoals D66, het katholieke weekblad De Bazuin, een woonwagenwerk en het stedelijke gymnasium.
Hij sloot vriendschap met een alternatieve Communiteit Giordano Bruno en met leden van de maatschappelijk betrokken rooms-katholieken van de Acht Meibeweging.
Vooral behoorde hij tot de initiatiefnemers rond de nieuwe politieke partij D66. Hij bleef er op de achtergrond.
Zijn huwelijk liep spaak in 1974. Enige jaren later verbond hij zich met Marjoleyn Engwirda (1947-2013), een non-conformistische jonge vrouw. In 1985 verhuisden ze naar Den Haag. Stijn werkte voor belangrijke opdrachtgevers zoals de uitgever Waanders (Zwolle) en het agro-industrieel concern Cargill (Amsterdam). Voor Waanders schreef hij mee aan de succesvolle reeksen Ach Lieve Tijd (Nederland) en Waar is de Tijd (Vlaanderen). Hij schreef ook verschillende werken gewijd aan Utrecht.
In Den Haag werd hij actief in politieke activiteiten en buurtacties. Hij bleef vooral zeer actief in de plaatselijke afdeling van D66. Zijn contacten met Belgische vrienden maakten dat hij in 2006-2007 als tussenpersoon een rol speelde bij de aankoop door de Koninklijke Bibliotheek in Den Haag van het middeleeuwse  Gruuthusehandschrift. 
Kort nadat Marjoleyn was overleden in 2013, werd Stijn getroffen door hartfalen en een herseninfarct en hij overleed op 1 maart 2014.

## Publicaties
- Kijk op de Stad Utrecht, Elsevier, 1981.
- Hoor ik de Dom? De bewogen geschiedenis van 13 luidklokken, Utrecht, Uitg. Impress, 1982.
- Dag Dokter: herinneringen aan mijn vader’, anekdotes uit de praktijk van Jos Verbeeck, Utrecht, Uitg. Impress, 1985.
- Goede buur of verre vriend: de relatie tussen de Universiteit en de stad, Utrecht: 1636-1986, Utrecht, Impress, 1986.
- Signatuur in steen, vijf kerken restauratieplan 1968-1988, Utrecht, 1988.
- Oostbroek, Abdij - Buitenplaats - Natuurgebied. Het Landschap als Geschiedenisboek in de Provincie Utrecht, Utrecht, Provinciale Bibliotheek, 1990.
- Het Gezicht van Nederland: Utrecht, Abcoude,  Uniepers, 1993.
- Utrecht P.S. 1994. Een kritische terugblik op rijm aangeboden aan burgemeester en wethouders en burgerij van de stad Utrecht op het Nieuwjaarsfestijn, Utrecht, 1995 .
- Utrecht in dichterlijk licht, Stichting Achterland, Zeist, 1996.
- (samen met Herman H. Van Doorn & Piet 't Hart) t Gooi, Een fotografische impressie, Scriptum, 1996.
- Een geslachtloos wezen, kortverhaal, Den Haag, 1998.
- De mooiste woorden schieten nog te kort, nieuwjaarsgedichten 1972-1998, Den Haag, Eigen Beheer 1998.
- Rob Cerneus, beeldhouwer, Waterland, Stichting Genootschap,  2003.
- Maar aarzel nooit om juist vandaag te leven, nieuwjaarsgedichten 1998-2013, Den Haag, Eigen beheer, 2019.